# 줄리 빈델

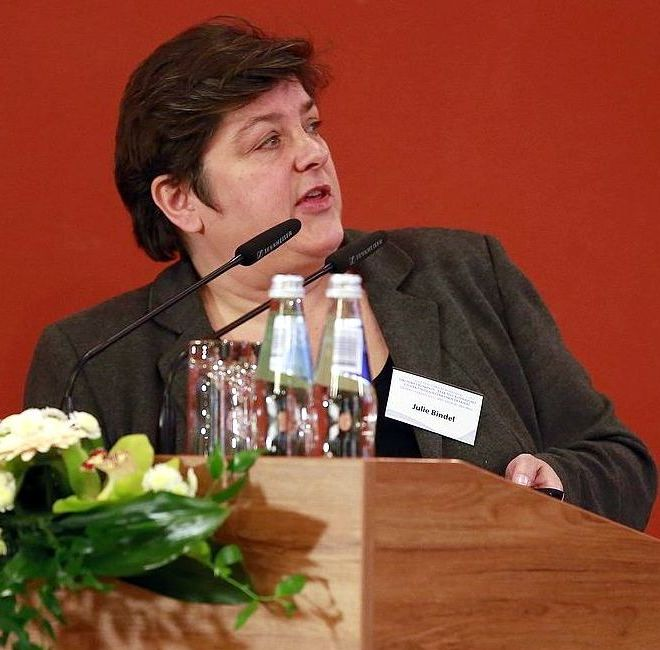
2015년의 줄리 빈델.

줄리 빈델(영어: Julie Bindel, 1962년 7월 20일 ~ )은 잉글랜드의 급진적 여성주의 운동가이자 작가이다. 그녀는 1991년부터 폭력적인 남성 파트너를 살해한 혐의로 기소된 여성들을 도와온 영국 여성법 개혁 단체의 공동 설립자이다.
링컨 대학교 방문 연구자(2014~2017년)와 리즈 메트로폴리탄 대학교의 폭력, 학대 및 성 관계에 관한 연구 센터의 전 부소장이었던 빈델의 작품 대부분은 특히 매춘, 스토킹, 종교적 근본주의와 관련된 여성과 어린이들에 대한 남성 폭력에 관한 것이다. 주로 인신매매에 대한 내용이 들어가 있다.
빈델은 스트레이트 기대감(2014년)과 매춘의 핌핑(2017년) 등 30여 장과 4권이 넘는 책을 쓰거나 공동 집필했다. 그녀는 또한 파트너인 해리엇 위스트릭과 함께 The Map of My Life의 편집자이기도 하다. 그녀는 <가디언>, <뉴 스테이츠맨>, <선데이 텔레그래프>지, <스탠스>지에 정기적으로 기고했다.